# Wachtebeke
Wachtebeke este o comună neerlandofonă situată în provincia Flandra de Est, regiunea Flandra din Belgia. La 1 ianuarie 2008 avea o populație totală de 7.026 locuitori. 

## Geografie
Suprafața totală a comunei este de 34,53 km². Comuna este Wachtebeke formată din localitățile:
| - I. Wachtebeke - II. Overslag |

Localitățile limitrofe sunt:
| În Belgia: | În Olanda:         |
| - a. Moerbeke - b. Eksaarde (Lokeren) - c. Zaffelare (Lochristi) - d. Mendonk (Gent) - e. Sint-Kruis-Winkel (Gent) - f. Zelzate | - Comuna Terneuzen |